# جان مک‌انرو
جان پاتریک مک‌انرو (به انگلیسی: John McEnroe) (زادهٔ ۱۶ فوریهٔ ۱۹۵۹) تنیسوری اهل ایالات متحدهٔ آمریکا است که در گذشته به رتبهٔ یکِ برترین تنیسورهای جهان راه یافت. مک‌انرو موفق به به‌دست‌آوردن هفت عنوان گرنداسلم انفرادی شد که سه تای آن‌ها در قهرمانی ویمبلدون و چهار تای آن‌ها در آزاد آمریکا بود. علاوه بر این، مک‌انرو ۹ بار در رقابت‌های دونفرهٔ گرنداسلم مردان و یک بار در مختلط آن پیروز شد.